# Ongole
Ongole (Telugu ఒంగోలు) ist eine Stadt im indischen Bundesstaat Andhra Pradesh.

## Geografie
Ongole ist die Hauptstadt des Distrikts Prakasam. Sie liegt 15 km von der Küste des Golfs von Bengalen entfernt. Chennai befindet sich 270 km südlich. Vijayawada, die Hauptstadt von Andhra Pradesh, liegt 125 km nordöstlich.
Beim Zensus 2011 betrug die Einwohnerzahl von Ongole 252.739.

## Geschichte
Die Municipality wurde im Jahr 1876 gegründet und am 25. Januar 2012 zu einer Municipal Corporation erhoben.
Am 4. Oktober 1946 ereignete sich bei Ongole ein schwerer Eisenbahnunfall: Der Schnellzug von Madras nach Kalkutta (heute: Kolkata) stieß mit einem Güterzug zusammen. 36 Menschen starben, 81 wurden darüber hinaus verletzt.

## Verkehr
Die nationale Fernstraße NH 16 (Chennai–Vijayawada) führt durch die Stadt.